# Lanassa nordenskioldi
Lanassa nordenskioldi är en ringmaskart som beskrevs av Anders Johan Malmgren 1866. Lanassa nordenskioldi ingår i släktet Lanassa och familjen Terebellidae. Inga underarter finns listade i Catalogue of Life.